# Левомеколь
Левомеколь (лат. Laevomecolum, международное название — Хлорамфеникол+Метилурацил) — мазь белого цвета для наружного применения. Разработана в Харьковском фармацевтическом институте (ныне именуемом Национальный фармацевтический университет) в конце 1970-х годов. Лекарственный препарат не содержит вспомогательных (формообразующих) веществ, поэтому все составляющие компоненты участвуют в формировании лечебного эффекта.

## Фармакологическое действие
Левомеколь представляет собой комбинированный состав для местного применения. Он оказывает противовоспалительное действие, а также активен в отношении грамположительных и грамотрицательных микробов (стафилококков, синегнойных и кишечных палочек). Мазь проникает внутрь тканей без повреждения биологических мембран и стимулирует процессы регенерации. Антибактериальное действие препарата в присутствии гноя и некротических масс сохраняется.

## Показания и противопоказания
Показаниями к применению мази являются гнойные раны (включая инфицированные смешанной микрофлорой) в первой (гнойно-некротической) фазе раневого процесса. К противопоказаниям относится гиперчувствительность.

## Способ применения, побочные действия
Необходимо пропитать мазью стерильные марлевые салфетки, которыми рыхло заполнить рану. Также возможно её введение в гнойные полости через катетер с помощью шприца (предварительно подогревая препарат до 35—36 °C). Перевязки производят ежедневно до полного очищения раны. К побочным действиям относят аллергические реакции (кожные высыпания).
Перед применением препарата Левомеколь необходимо проконсультироваться с врачом.